# 280-та піхотна дивізія (Третій Рейх)
280-та піхотна дивізія (Третій Рейх) (нім. 280. Infanterie-Division) — піхотна дивізія Вермахту, що входила до складу німецьких сухопутних військ у роки Другої світової війни.

## Історія
280-ту піхотну дивізію формували двічі. Перша спроба сформувати з'єднання розпочалася у травні 1940 року під час 10-ї хвилі мобілізації вермахту. Але через розгром та швидку капітуляцію Франції процес формування було припинено.
Вдруге 280-та піхотна дивізія почала формування 22 квітня 1942 року на території окупованої Норвегії, у Ставангері шляхом переформування Зона берегової оборони Ставангер (нім. Küstenschutzverband Stavanger). Протягом усієї своєї історії існування дивізія була погано оснащена та недоукомплектована; в її структурі не було розвідувальних, протитанкових або резервних підрозділів, а вся артилерія складалася з чотирьох трофейних французьких 100-мм гармат.
У вересні 1943 року 280-та піхотна дивізія складалася тільки з трьох фортечних батальйонів. У вересні 1944 року штаб дивізії було переведено зі Ставангера до Бергена. 10 листопада 1944 року Беерен був замінений на посаді командира дивізії Йоганном де Буром.
На початку 1945 року 280-та піхотна дивізія складалася з шести фортечних батальйонів, танкової роти та підрозділів забезпечення. 9 травня 1945 року, наступного дня після капітуляції Німеччини, дивізія капітулювала, тому в період між 1942 і 1945 роками не брала участі в жодному бою.

## Райони бойових дій
- Німеччина (травень — липень 1940)
- Норвегія (квітень 1942 — травень 1945).

## Командування

### Командири
- генерал-лейтенант Карл фон Берен (нім. Karl von Beeren) (22 квітня 1942 — 10 листопада 1944);
- генерал-лейтенант Йоганнес де Бур (нім. Johannes de Boer) (10 листопада 1944 — 8 травня 1945).

### Підпорядкованість
| Час     | Корпус     | Армія            | Група армій (округ) | Штаб      |
| ------- | ---------- | ---------------- | ------------------- | --------- |
| 1942    |            |                  |                     |           |
| квітень | формування | формування       | формування          | Ставангер |
| січень  | LXX ак     | Армія «Норвегія» | —                   | Ставангер |
| 1944    |            |                  |                     |           |
| січень  | LXX ак     | Армія «Норвегія» | —                   | Ферде     |
| 1945    |            |                  |                     |           |
| січень  | LXX ак     | 20 А             | —                   | Берген    |

### Склад
| 1940 (планувалося)                  | 1943                      | 1945                       |
| ----------------------------------- | ------------------------- | -------------------------- |
| 556-й піхотний полк                 | —                         | —                          |
| 557-й піхотний полк                 | —                         | —                          |
| 558-й піхотний полк                 | —                         | —                          |
| —                                   | —                         | 645-й фортечний батальйон  |
| —                                   | 655-й фортечний батальйон | 655-й фортечний батальйон  |
| —                                   | 657-й фортечний батальйон | —                          |
| —                                   | —                         | 658-й фортечний батальйон  |
| —                                   | 666-й фортечний батальйон | 666-й фортечний батальйон  |
| —                                   | —                         | 1015-й фортечний батальйон |
| —                                   | —                         | фортечний батальйон «А»    |
| —                                   | —                         | танкова рота «Берген»      |
| 280-й артилерійський дивізіон       | —                         | —                          |
| —                                   | —                         | 280-та розвідувальна рота  |
| 280-й дивізійна рота зв'язку        |                           |                            |
| Управління постачання 280-ї дивізії |                           |                            |